# Pilotrichum longicaule
Pilotrichum longicaule är en bladmossart som beskrevs av Brotherus 1920. Pilotrichum longicaule ingår i släktet Pilotrichum och familjen Daltoniaceae. Inga underarter finns listade i Catalogue of Life.